# Belau (Bergen an der Dumme)
Belau ist ein Ortsteil des Fleckens Bergen an der Dumme im niedersächsischen Landkreis Lüchow-Dannenberg.

## Geographie
Das Dorf liegt einen Kilometer südwestlich von Bergen und südlich der B 71. Direkt östlich des Ortes liegt das Naturschutzgebiet Obere Dummeniederung.

## Geschichte
Für das Jahr 1848 wird angegeben, dass Belau 13 Wohngebäude hatte, in denen 84 Einwohner lebten. Zu der Zeit war der Ort nach Bergen eingepfarrt, wo sich auch die Schule befand.
Am 1. Dezember 1910 hatte Belau 57 Einwohner und war eine eigenständige Gemeinde im Kreis Lüchow.

## Religion
Die Evangelische Lukas-Communität hat hier ihr geistliches und diakonisches Zentrum.